# كين غريف
كين غريف (بالإنجليزية: Ken Grieve)‏ هو مخرج بريطاني، ولد في 17 مارس 1942 في إدنبرة في المملكة المتحدة، وتوفي بنفس المكان في 15 نوفمبر 2016 بسبب ورم نخاعي متعدد.

## وصلات خارجية
- كين غريف على موقع IMDb (الإنجليزية)
- كين غريف على موقع قاعدة بيانات الفيلم (الإنجليزية)